# 噩夢的倒影
《噩夢的倒影》（羅馬化：Vidblysk）是一部由瓦倫廷·瓦夏諾維奇（Valentyn Vasyanovych）执导的乌克兰剧情片。该片于2021年9月6日在第78届威尼斯国际电影节上举行全球首映，并入选主竞赛单元角逐金狮奖。影片原定于2022年在乌克兰全国范围内正式上映。

## 剧情简介
影片围绕乌克兰军医谢尔盖展开。2014年俄乌战争期间，他在乌克兰东部的一场战斗中被俄罗斯军队俘虏。在战俘营中，谢尔盖目睹了酷刑、强奸等对战俘施加的多种非人道暴行，留下了严重的心理创伤。
不久之后，谢尔盖作为乌俄战俘交换的一部分获释，回归平民生活。然而，那些在囚禁期间目睹的恐怖情景仍挥之不去，深深困扰着他。
为应对战后创伤后应激障碍（PTSD），谢尔盖尝试修复与前妻及12岁女儿波琳娜的关系。波琳娜在战争中也经历了亲人离世之痛，父女二人都在努力面对各自的伤痛。
随着谢尔盖与波琳娜共度的时间增多，他不仅试图帮助女儿从悲伤中走出，也开始正视并逐步疗愈自己心中的创伤与焦虑。

## 制作团队
导演：瓦倫廷·瓦夏諾維奇
编剧：瓦倫廷·瓦夏諾維奇
摄影指导：瓦倫廷·瓦夏諾維奇
剪辑：瓦倫廷·瓦夏諾維奇
制片人：瓦倫廷·瓦夏諾維奇、伊娅·米斯利茨卡（Iya Myslytska）、弗拉基米尔·亚岑科（Volodymyr Yatsenko）、安娜·索博列夫斯卡（Anna Sobolevska）
美术指导：弗拉德连·奥杜登科（Vladlen Odudenko）
音效导演：谢尔希·斯捷潘斯基（Serhiy Stepanksyi）
服装设计：奥列娜·赫尔马年科（Olena Hermanenko）
化妆师：汉娜·卢卡申科（Hanna Lukashenko）
摄影师：尤里·杜奈（Yuriy Dunay）
选角导演：塔季亚娜·西蒙（Tetiana Symon）

## 演员表
罗曼·卢茨基（Roman Lutskyi） 饰 谢尔希
尼卡·米斯利茨卡（Nika Myslytska） 饰 波琳娜
娜季娅·列夫琴科（Nadiya Levchenko） 饰 奥莉哈
安德烈·雷马鲁克（Andriy Rymaruk） 饰 安德烈
奥列克桑德尔·达尼柳克（Oleksandr Danyliuk） 饰 外科医生
安德烈·森丘克（Andrii Senchuk） 饰 心理学家
伊霍尔·舒尔哈（Ihor Shulha） 饰 监狱长官
德米特罗·索瓦（Dmytro Sova） 饰 遭受酷刑的乌克兰囚犯
斯坦尼斯拉夫·阿谢耶夫（Stanislav Aseyev） 饰 俄罗斯联邦安全局官员

## 预算
电影《噩夢的倒影》在第11届乌克兰国家电影局项目提案会上获选，获得2500万比索的国家资助，占总预算3130万比索（100万欧元）的80%。

## 制作
《噩夢的倒影》由瓦倫廷·瓦夏諾維奇（Valentyn Vasyanovych）与伊娅·米斯利茨卡（Iya Myslyts'ka）通过 Harmata Films/Arsenal Films 制作，同时弗拉基米尔·亚岑科（Volodymyr Yatsenko）与安娜·索博列夫斯卡（Anna Sobolevska）代表 Limelite/ForeFilms 共同参与出品。影片于2020年5月进入前期筹备阶段，在当年夏初开拍，并于2021年1月杀青。2021年7月，制片方宣布影片已接近完成后期制作，进入剪辑阶段。
与瓦夏诺维奇2019年执导的前作亚特兰蒂斯 (2019年电影)不同，后者大量起用曾亲历俄乌战争的退伍军人出演角色，而《噩夢的倒影》大部分演员为专业表演者。尽管如此，为了在影片中真实还原俄乌战争的情境，导演依然依赖曾参与战争的军事顾问协助指导拍摄。其中较知名的一位顾问为斯坦尼斯拉夫·阿谢耶夫（Stanislav Aseyev），他本人曾于2017至2019年间在顿涅茨克臭名昭著的伊佐利亚齐亚监狱服刑，长达两年之久。
影片采用了瓦西亚诺维奇标志性的静态单帧镜头；据《综艺》杂志专家介绍，《噩夢的倒影》由 29 个静态镜头组成。

## 宣传

### 推广
2021年8月27日，影片的国际发行商 新欧洲电影销售公司发布了《噩夢的倒影》的首款国际版海报。
2021年9月5日，即影片在第78届威尼斯国际电影节举行世界首映的前一天，新欧洲电影销售公司通过英国行业杂志《国际银幕》发布了首支国际预告片。西班牙影评网站《Cinemaldito》在报道中指出，《噩夢的倒影》的导演瓦倫廷·瓦夏諾維奇可能是本届威尼斯影展正式竞赛单元中最不知名的导演之一。
土耳其电影媒体《Filmloverss》则提到，瓦夏诺维奇曾于2020年凭借《亚特兰蒂斯》在第39届伊斯坦布尔国际电影节中荣获金郁金香奖，此后近两年未曾出现在各大国际影展中。而此次他带着《噩夢的倒影》回归大银幕，令人期待。然而该媒体也评论称，从预告片中尚不清楚该片是否具备足够竞争力以赢得第78届威尼斯影展的金狮奖。

## 发行

### 电影节放映
2020年1月，《噩夢的倒影》在莱萨尔克电影节的2020年作品展映中荣获 Alphapanda 观众参与奖。随后，在2020年1月至2月，《噩夢的倒影》在柏林电影节的合拍电影市场上展映。
2021年7月初，有消息称电影发行公司新欧洲电影销售公司获得了《噩夢的倒影》的国际发行权。同月，即2021年7月，还有消息称电影发行公司Arthouse Traffic获得了乌克兰发行权。
2021年7月下旬，电影制片人之一Volodymyr Yatsenko表示，戛纳电影节和威尼斯电影节正在竞争《噩夢的倒影》全球首映的权利； 最终威尼斯电影节获胜，电影于 2021年9月6日在第78届威尼斯国际电影节上全球首映，并入选金狮奖角逐。
10月，该片在第50届蒙特利尔新电影节的“不可控”单元放映。

## 评价
《噩夢的倒影》于2021年9月上映，获得影评人普遍正面的评价。在评论聚合网站烂番茄上，该片基于21条评论获得了95%的好评率，平均评分为7.7分（满分10分）。在Metacritic上，根据4条评论，影片的加权平均得分为100分中的85分，被标注为“普遍好评”。影片在威尼斯世界首映后获得了长达10分钟的起立鼓掌。
《好莱坞报道者》的Leslie Felperin称赞影片的摄影和表演，特别提到罗曼·卢茨基的表现，认为“背叛与救赎、宽恕与生存的更深层、更细腻的故事通过卢茨基内敛的演技得以克制地呈现”。
《综艺》的Jessica Kiang称影片是“一种冷峻却富有灵魂的PTSD（创伤后应激障碍）演绎”，并指出“导演瓦连京·瓦夏诺维奇以残酷克制的方式，发问战争对一个人——以及一个国家——的灵魂意味着什么”。她强调：“每一个镜头中震撼且真实的战争叙述，与画面构图所呈现出的冷静、凝视式处理之间的张力，正是《噩夢的倒影》如此具有表现力的原因”。她总结道：“这部影片晦涩、富有挑战性，如果你愿意投入，它是本届威尼斯主竞赛单元中最具思想挑战性和回报的作品之一”。
《ScreenDaily》的Jonathan Romney称这是一部“残酷且独特的影片，出自坚持自我、才华横溢的瓦夏诺维奇之手”。
《Deadline》的Anna Smith评价说，这是一部“发人深省的作品”，导演兼编剧兼摄影的瓦夏诺维奇“以冷静、客观的方式展现事件，既反映了施暴者的冷漠，也突显出战争的恐怖无需任何渲染”。
《IONCINEMA》的Nicholas Bell指出，“瓦夏诺维奇具有一种能力，让我们在影片结束后仍陷入一种令人不安却必要的思考之中——一部沉重却摄影优美的作品”。
在2021年9月威尼斯首映之后，乌克兰国内多数影评人也对影片表示肯定。来自Bird In Flight 的Alex Malyshenko称其为“明年（2022年）最重要的乌克兰电影之一”，但也指出观众的感受可能差异较大。他表示：“观看《噩夢的倒影》时，你可能会思考战争的残酷与个人选择、生死、灵魂的佛教与基督教观念，甚至会想到幽灵。对有些人来说，这是一种沉浸式体验，对另一些人来说，这些长镜头和复杂的语言可能会令人感到痛苦”。

## 奖项和提名
| 奖项       | 颁奖时间     | 奖项类别 | 提名人／获奖人    | 结果 |
| ---------- | ------------ | -------- | ----------------- | ---- |
| 威尼斯影展 | 2021年9月6日 | 金狮奖   | 瓦连京·瓦夏诺维奇 | 提名 |